# 대구상원고등학교
대구상원고등학교(大邱商苑高等學校)는 대한민국 대구광역시 달서구 상인동에 있는 공립 고등학교이다.

## 학교 연혁
- 1923년 2월 16일 : 대구공립상업학교로 설립인가(5년제 10학급)
- 1923년 4월 16일 : 대구공립상업학교 개교
- 1928년 3월 7일 : 제1회 졸업식 거행(졸업생수 52명)
- 1945년 10월 18일 : 초대 이종림 교장 취임(광복 후)
- 1946년 9월 1일 : 학제 개편으로 교명을 대구공립상업중학교로 개칭(6년제 24학급)
- 1951년 9월 1일 : 학제 개편으로 교명을 대구상업고등학교로 개칭
- 1984년 9월 22일 : 달서구 상인동 신축 교사로 이전
- 1998년 12월 28일 : 교명을 대구상업정보고등학교로 학칙 변경 인가(99.3.1부터)
- 2003년 10월 15일 : 일반계로 계열전환 및 교명을 대구상원고등학교로 학칙 변경 인가
- 2006년 8월 29일 : 상구관(야구부 숙소) 개관
- 2009년 10월 15일 : 천웅관(야구부 실내훈련장) 개관
- 2010년 2월 28일 : 운동장 인조잔디 및 우레탄트랙 공사 완공
- 2012년 8월 4일 : 급식소 신축 완공(조리실 300m2, 식당 800m2, 630석)
- 2022년 1월 26일 : 제94회 졸업식(347명, 총누계 47,667명)
- 2022년 3월 2일 : 제24대 유진권 교장 취임
- 2022년 3월 2일 : 제100회 입학(284명 남 145명, 여 139명)

## 학교 위치
- 1923년 4월 16일 ~ 1984년 9월 22일 : 중구 대봉로 260 (대봉동 / 現 경남센트로팰리스)
- 1984년 3월 1일 ~ (현재) : 달서구 월배로 241 (상인동)

## 참고 자료
- 대구상원고등학교 - 한국교육학술정보원 학교알리미